# Snošaj
Snošaj ili spolni odnos je spolno povezivanje dvoje ljudi putem spolnih organa. Normalnim spolnim odnosom najčešće se smatra tjelesni kontakt između žene i muškarca, penetracijom muškog spolovila u ženski spolni organ. Termin također može opisati i druga seksualna penetrativna djela (poput analnog seksa, oralnog seksa, prstenjačenja ili uporaba dilda) koja mogu prakticirati heteroseksualni i homoseksualni parovi ili više partnera.

## Spolni nagon
Potreba za seksualnim odnosom nalazi se visoko na ljestvici potreba ljudskog organizma, neki ju stavljaju odmah iza primarnih potreba (poslije potrebe za hranom, pićem i defekacijom).
Sigmund Freud je smatrao da se suzdržavanjem od spolnih odnosa spolni nagon mogao pretvoriti (sublimirati) u neku višu umnu djelatnost, primjerice ljubav prema znanosti, umjetnosti, itd. No, kako se spolna energija ne može prenijeti na drugo područje naših aktivnosti, današnji psiholozi odbacuju tu Freudovu tezu uspoređujući ju sa željom alkemičara da od metala stvore zlato. Freud je u svojim radovima objavio i teze o značaju učestalosti spolnih odnosa, kako o nijednom (u celibatu), jednom i mnogobrojnim (koje je analizirao kroz taoistički stav da je muškarac, koji u jednoj noći ima odnose s više od deset žena na putu mudrosti, jer spaja svoju mušku snagu sa ženskom).
A spolni nagon, iako je jedan od urođenih nagona, ipak nije puki primitivni poriv, jer je u bliskoj vezi s našim emocijama i psihičkim životom. Premalo spolnih odnosa naš život čine nepotpunim kao što i pretjerana potreba za spolnim odnosima (poput ovisnosti) može ukazivati na neki od psihičkih poremećaja. Vrlo je važno pronaći ravnotežu spolnih odnosa među partnerima za skladan život, a njihov broj može biti izrazito kolebljiv, ponekad izrazitiji, a povremeno slabiji.
Ženama se spolni nagon povećava približavanjem ovulaciji, odnosno sredinom menstruacijskog ciklusa, kao i nekoliko dana prije mjesečnice. A snošaj kojemu je prethodila duga predigra i uvod u sam snošaj pruža daleko veće zadovoljstvo ljubavnom paru.  Partneri na početku veze obično imaju veći broj spolnih odnosa, a s vremenom se taj broj prorijedi. Na spolne odnose utječu i vanjski čimbenici, poput hrane, pića (alkohol ima vrlo negativan učinak), temperature (često je ženama potrebna viša temperatura i otkrilo se da lakše postižu orgazam kada im stopala nisu hladna). Također, tjedni broj spolnih odnosa ovisi o muškarčevoj starosti, s tim da ih je najviše do 25. godine života, da bi se nakon 55. osjetno smanjili.
Ako se nakon snošaja pojavi umor, to bi mogao biti pokazatelj da je spolnih odnosa previše i da bi možda broj trebalo smanjiti, ali ako se pojavljuje ugoda i smirenje, onda oni nisu prečesti.
Pretjerivanja su manje štetna za ženu nego za muškarca, kod muškaraca je moguć razvitak hiperemije prostate.
Poremećaj hiperseksualnosti kod žena naziva se nimfomanija, a kod muškaraca satirijaza.
Umjerena spolna aktivnost blago potiče stvaranje testosterona, a česti spolni odnosi udvostručuju njegovo izlučivanje. Prostata izlučuje izravno u krv hormonsku tvar koja u testisu potiče izlučivanje muških spolnih hormona, povećavajući spolni nagon. Za vrijeme snošaja u tijelu se pojačano izlučuje feniletilamin koji potiče nadbubrežne žlijezde na izlučivanje adrenalina, noradrenalina i dopamina. Ti hormoni već na samom početku spolnog odnosa uzrokuju tjelesne promjene u mišićima, srcu, krvim žilama i dišnom sustavu. Kod žena nadbubrežne žlijezde i jajnici također stvaraju i androgene hormone, a žene koje imaju više testosterona lakše doživljavaju orgazam, a i orgazam je za vrijeme ovulacije intenzivniji.
Zbog povratnog odgovora između hormonskog i živčanog sustava, za vrijeme velikih spolnih uzbuđenja iz jajnika se može izvanredno osloboditi jajašce i započeti ovulacija (stoga kalendar plodnih dana kao metoda kontracepcije može postati nepouzdan).

## Predigra
Predigra je vrlo važna u spolnom odnosu i bez dobre predigre, tijelo i spolni organi ne stignu se pripremiti za sam snošaj.
Životinje prije parenja imaju pripremni obred, ljubavni ples. Iz fizioloških razloga i ljudski rod treba predigru, muški spolni organ (penis) se treba ukrutiti (erekcija), a žensko tijelo pripremiti za njegovo prodiranje u rodnicu, jer u suprotnom, snošaj za ženu može biti neugodan ili čak i vrlo bolan.
Predigra obično započinje grljenjem koje inače potiče osjećaj bliskosti i želju da se priljubimo uz osobu koju grlimo, dalje obično slijedi poljubac, kojeg neki narodi poput Eskima ne poznaju, ali se zato trljaju nosevima. Grljenje i ljubljenje nadopunjavaju se maženjem.

## Snošaj snimljen magnetskom rezonancijom
Dana 24. listopada 1992. obavljeno je prvo snimanje snošaja magnetskom rezonancijom, čija su istraživanja objavljena u "British Medical Journalu"  koje je pokazalo da se kod spolno stimulirane žene vagina, a pogotovo njezin prednji dio, produžuje, maternica se postavlja prema gore, mokraćni mjehur se puni, a područje klitorisa prepuno živčanih završetaka izdužuje se preko otvora mokraćnog kanala i povećava se osjetljivost cijelog prednjeg dijela rodnice. Penis, za razliku prijašnjeg vjerovanja da stoji usmjeren ravno, za vrijeme spolnog odnosa poprima oblik bumeranga, savijajući se u odnosu na korijen za približno 120 stupnjeva.

## Citati
- Woody Allen je rekao za seks da je to najzabavnija stvar koju možeš raditi a da se ne smiješ.[nedostaje izvor]

## Vanjske poveznice
|  | Zajednički poslužitelj ima stranicu o temi Snošaj |